# Tahour
Tahour est un musicien marocain né à Marrakech le 6 juin 1963.
Il a poursuivi ses études primaires et secondaires dans la même ville, puis ses études musicales à l’Institut national de la musique à Marrakech, l’occasion qui lui a permis en 1980 de rencontrer des maîtres de la musique populaire marocaine avec lesquelles il a eu la chance de participer à plusieurs évènements et concerts au niveau régional et national, dont la plus grande Melhamat l’Union arabe avec les plus grandes stars de la musique arabe.
Tahour a obtenu une renommée certaine au Maroc et dans d’autres pays européens, surtout après la sortie de ses albums :
- Mal h’bibi ma bane, 1997
- T’sennayni, 1998
- Sehab Lille, 1999
- Issawa, 2000
- Rania, 2001
- Album Live à Bruxelles, 2002
- Album Live à Bruxelles, 2003
- Album Issawa, octobre 2004.
- Album Mazelti s’ghira, janvier 2005
- Hakmet aliha dorouf, juin 2006
- Album live à Bruxelles, 2007
- Mal hbibi malou alia, 2008
- Bekani al hob, 2008
- Bjelaba oula bdjine, 2009
- Soirée live au Canada, 2010
- Bogossa, 2011

Tahour a participé à plusieurs évènements musicaux dont des festivals de musique marocaine organisé chaque année par la RAM et en Italie, ainsi que dans des concerts en France, Belgique, Allemagne, Pays-Bas, Espagne, Canada, USA, Tunisie, etc … avec beaucoup de succès,.